# ۱۹۰ (میلادی)

## رویدادها
- بخشی از شهر رم سوخت و امپراتور کومودوس دستور بازسازی شهر و تغییر نام آن به کولونیا کومودیانا را صادر کرد.
- یک راه رومی در گردنه سیمپلون از کوهستان آلپ گذشت.
- فقر شدید در مصر بخاطر دوبرابر شدن قیمت‌ها در دهه پیش از آن.
- درصد نقره در دناریوس (دینار) مصری از ۹۰ به ۷۰ درصد کاهش یافت.

## درگذشت‌ها
- ۶ مارس - لیو بیان، امپراتور چین

## فرمانروایان
‎